# Dicranum crispatulum
Dicranum crispatulum là một loài Rêu trong họ Dicranaceae. Loài này được (Roll) Kindb. mô tả khoa học đầu tiên năm 1897.